# Rhaeboctesis exilis
Espèce
Rhaeboctesis exilis est une espèce d'araignées aranéomorphes de la famille des Liocranidae.

## Distribution
Cette espèce est endémique d'Afrique du Sud. Elle se rencontre au KwaZulu-Natal, au Mpumalanga et au Limpopo.

## Description
Le mâle holotype mesure 5,5 mm.

## Publication originale
- Tucker, 1920 : Contributions to the South African Arachnid Fauna. II. On some new South African spiders of the families Barychelidae, Dipluridae, Eresidae, Zodariidae, Heracliidae, Urocteidae, Clubionidae. Annals of the South African Museum, vol. 17, p. 439-488 (texte intégral).